# Arie Berkulin
Arnoldus Johannes (Arie) Berkulin (Gemert, 18 juni 1939 – Zierikzee, 31 maart 2025) was een Nederlandse beeldhouwer.

## Leven en werk
Berkulin bezocht van 1952 tot 1954 de afdeling textiel van de ambachtsschool in Helmond, waarna hij van 1954 tot 1957 een driejarige cursus volgde aan de Cor Matthijssenschool, de bedrijfsschool van het textielbedrijf Van Vlissingen (Vlisco) in Helmond. Geleidelijk kreeg Berkulin meer praktijk en minder theorie. De praktijk bestond uit werkzaamheden op de tekenkamer, waar hij op eigen verzoek was geplaatst. In het begin was hij daar manusje-van-alles; op den duur vervaardigde hij vooral textielontwerpen voor de Afrikaanse markt, waar het bedrijf al vanaf het vierde kwart van de 19de eeuw succesvol was. Hij vertrok in 1959 bij Vlisco. Van 1958 tot 1965 bezocht hij de Academie voor Industriële Vormgeving in Eindhoven (richting tekenen en schilderen).
Berkulin begon als zelfstandig schilder/tekenaar. Vanaf 1968 ging hij ook beeldhouwen. Zijn vroege werk kan men exact, constructivistisch en ook systematisch noemen. Van deze zogenaamde systematische werkwijze nam hij later afstand.
Van 1972 tot 1982 was hij docent aan de Academie voor Beeldende Vorming in Tilburg en van 1981 tot 1999 aan de Willem de Kooning Academie in Rotterdam. Berkulin kreeg in 2002 de Jeanne Oosting Prijs.
Berkulin ging rond 1979 aan de slag met een aantal vloerbeelden, die hij creëerde van de restmaterialen van een constructiewerkplaats. Cirkel, driehoek en vierkant zijn vaste elementen binnen zijn beeldhouwwerken. Zijn werk gaat naar eigen zeggen over ruimten, vormen en massa's.
Berkulin woonde en werkte in Dreischor (Zeeland) totdat hij in 2022 een beroerte kreeg en afhankelijk werd van pleegzorg. Hij overleed in 2025 op 85-jarige leeftijd.

## Citaten van Arie Berkulin
Het gaat over dingen en eigenlijk ook niet. Want het is juist die relatie tussen de dingen die mij boeit. Het zijn niet zozeer de vormen als wel de gebieden die er tussen liggen. Het zijn een soort tussenruimten. De beelden worden steeds lichter. Minder massa en minder groot van schaal.
Eigenlijk zit ik steeds op de grens van hoe ver ik kan gaan, met hoe weinig middelen ik kan volstaan. Het is verbazingwekkend hoe omschreven het gebied is waarbinnen je altijd bezig bent. Je wilt de grens opschuiven. Of ben je genoodzaakt om er binnen te blijven?

## Musea
Werk van Berkulin bevindt zich in de collectie van de navolgende musea:
- Noordbrabants Museum, 's-Hertogenbosch
- Museum van Bommel van Dam, Venlo
- CODA, Apeldoorn
- Museum Het Valkhof, Nijmegen
- rijkscollectie, beheerd door de Rijksdienst voor het Cultureel Erfgoed

## Werken in de openbare ruimte (selectie)
- 1972: Zeskantige Kubus (variatie op rechthoek) in Emmen
- 1969/1977: Swing in Eindhoven
- 1973: Zonder titel, Stadsdeel West in Enschede
- 1982: Vlaggen, Stadswandelpark in Eindhoven
- 1986: Try, Campuskunstroute in Tilburg
- 1986: Mirror, Zeeuws Museum in Middelburg
- 1987: Pagode, Bolwerk in Bergen op Zoom
- 1987: Hongerige Wolf in Hongerige Wolf (gemeente Oldambt)
- 1990: Het zoute vestje, Westerstraat/Nieuwstraat in Goes
- 1989/1990: Poort, Karl Marxdreef in Utrecht
- 1992: Poort, Sneek
- 1994: Twee gedeeld door drie, Brielle
- 1995: Novio Magus, Waalkade in Nijmegen

## Fotogalerij

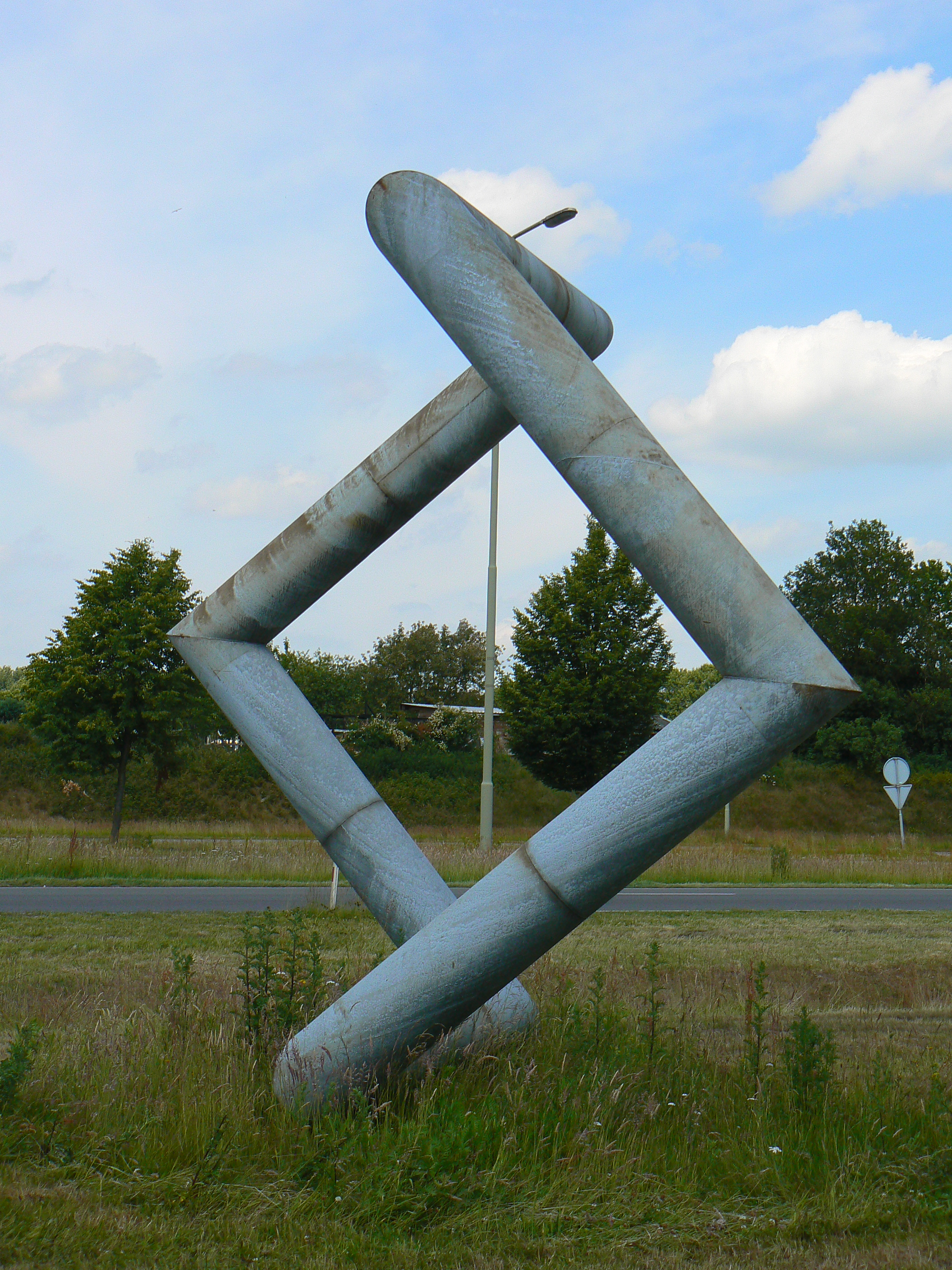
Zeskantige Kubus (variatie op rechthoek) (1972), Emmen
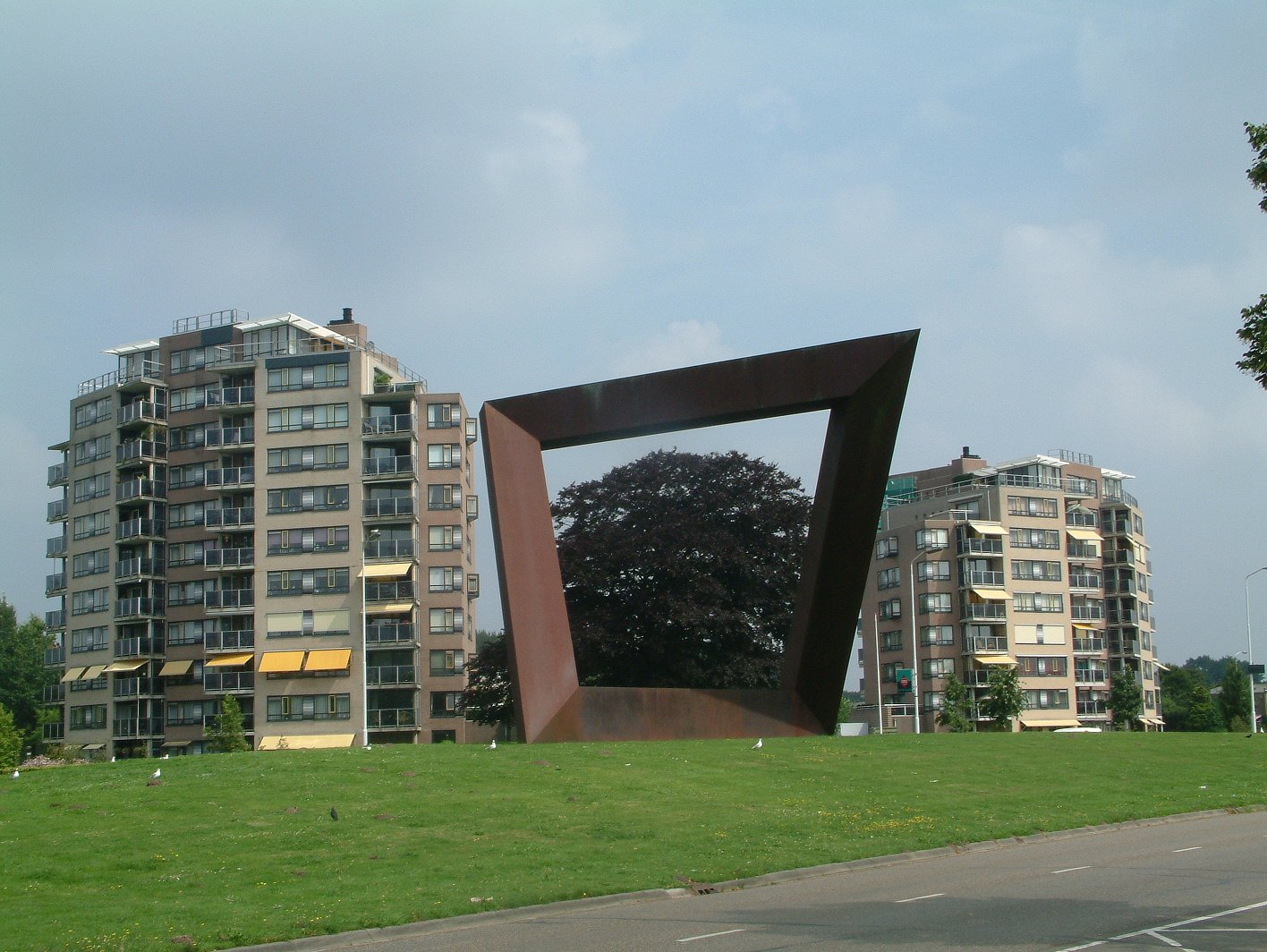
Swing (1969/77), Eindhoven
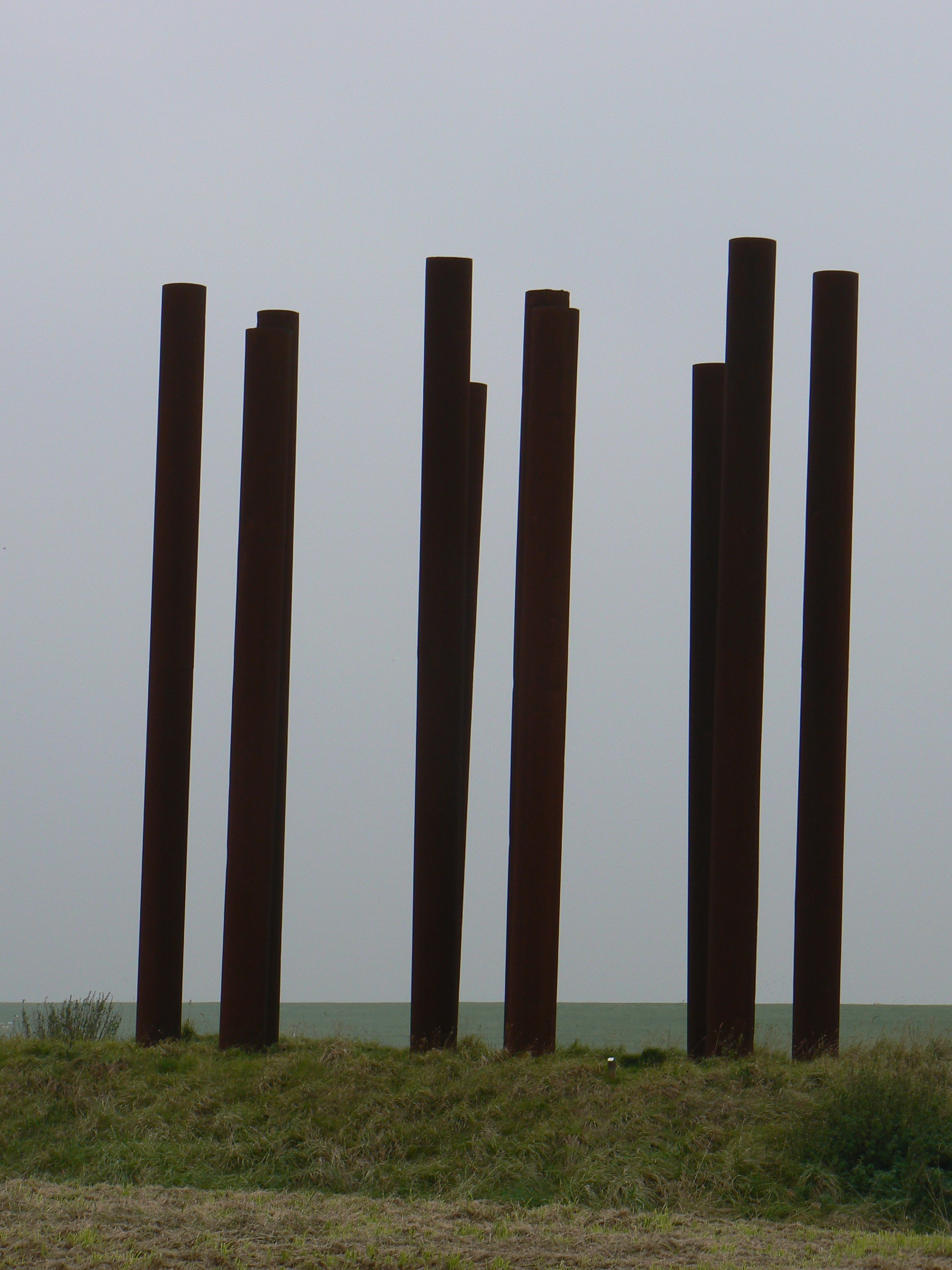
Hongerige Wolf (1987), Gemeente Reiderland
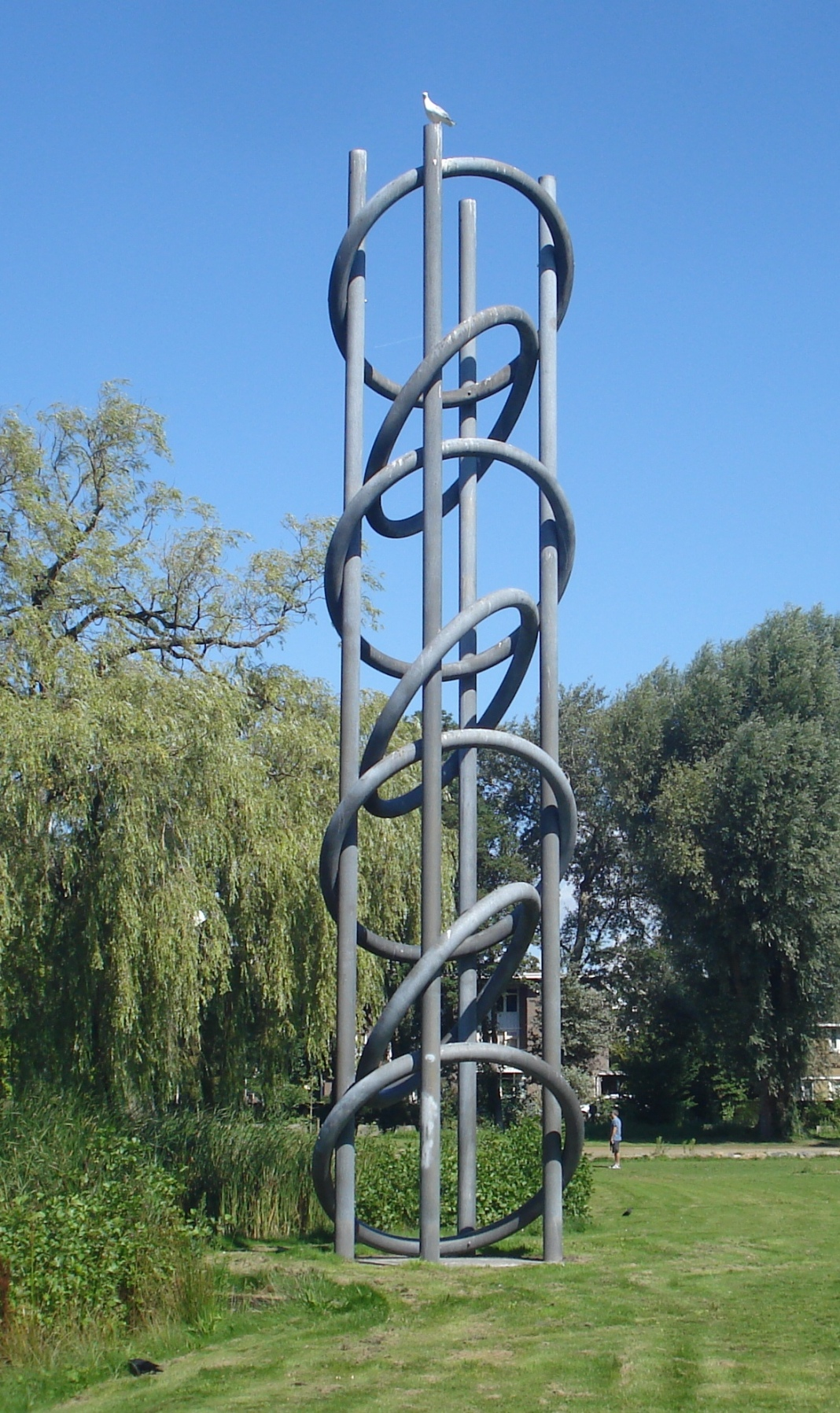
Pagode (1987), Bergen op Zoom
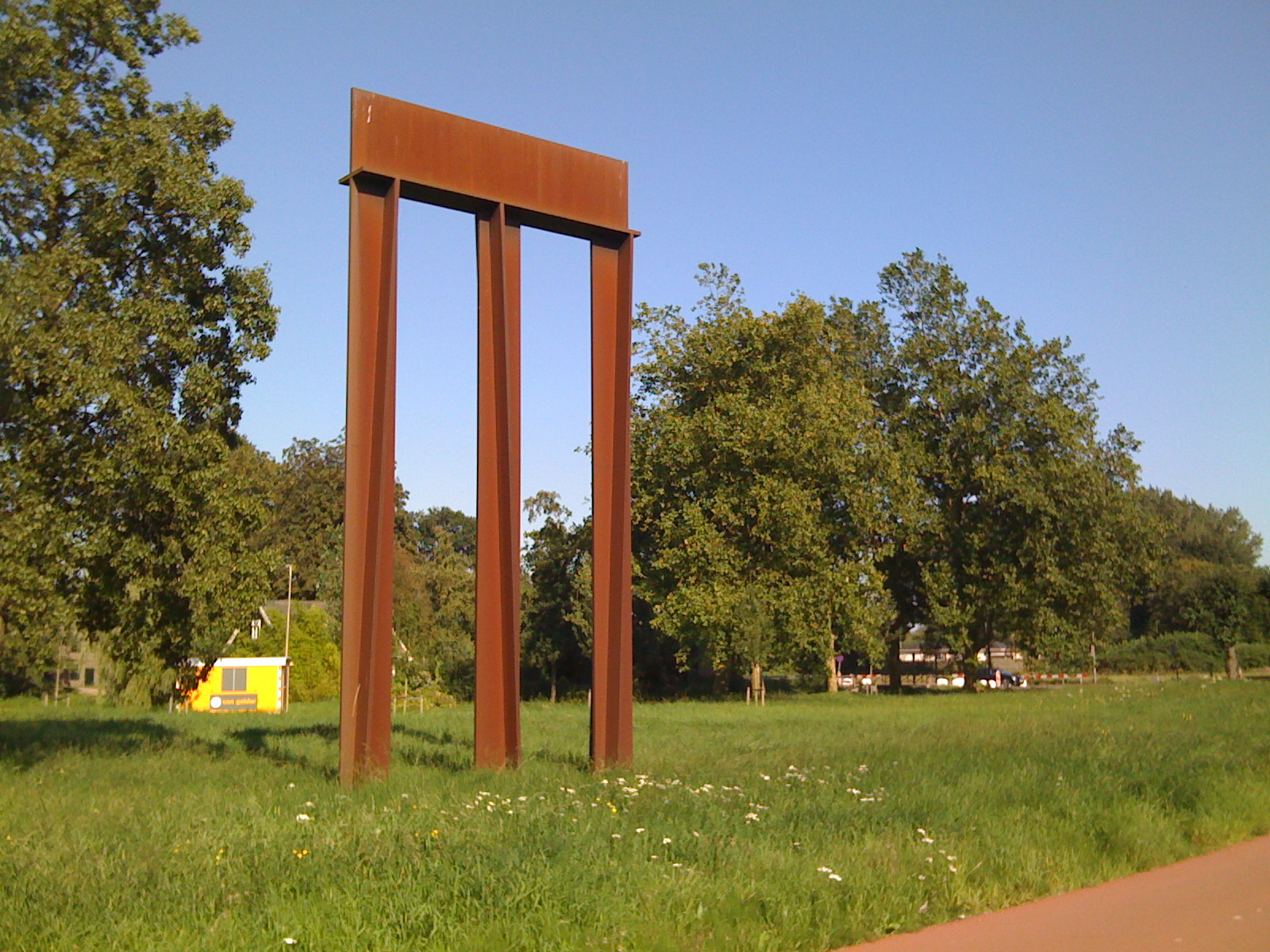
Poort (1989/90), Utrecht
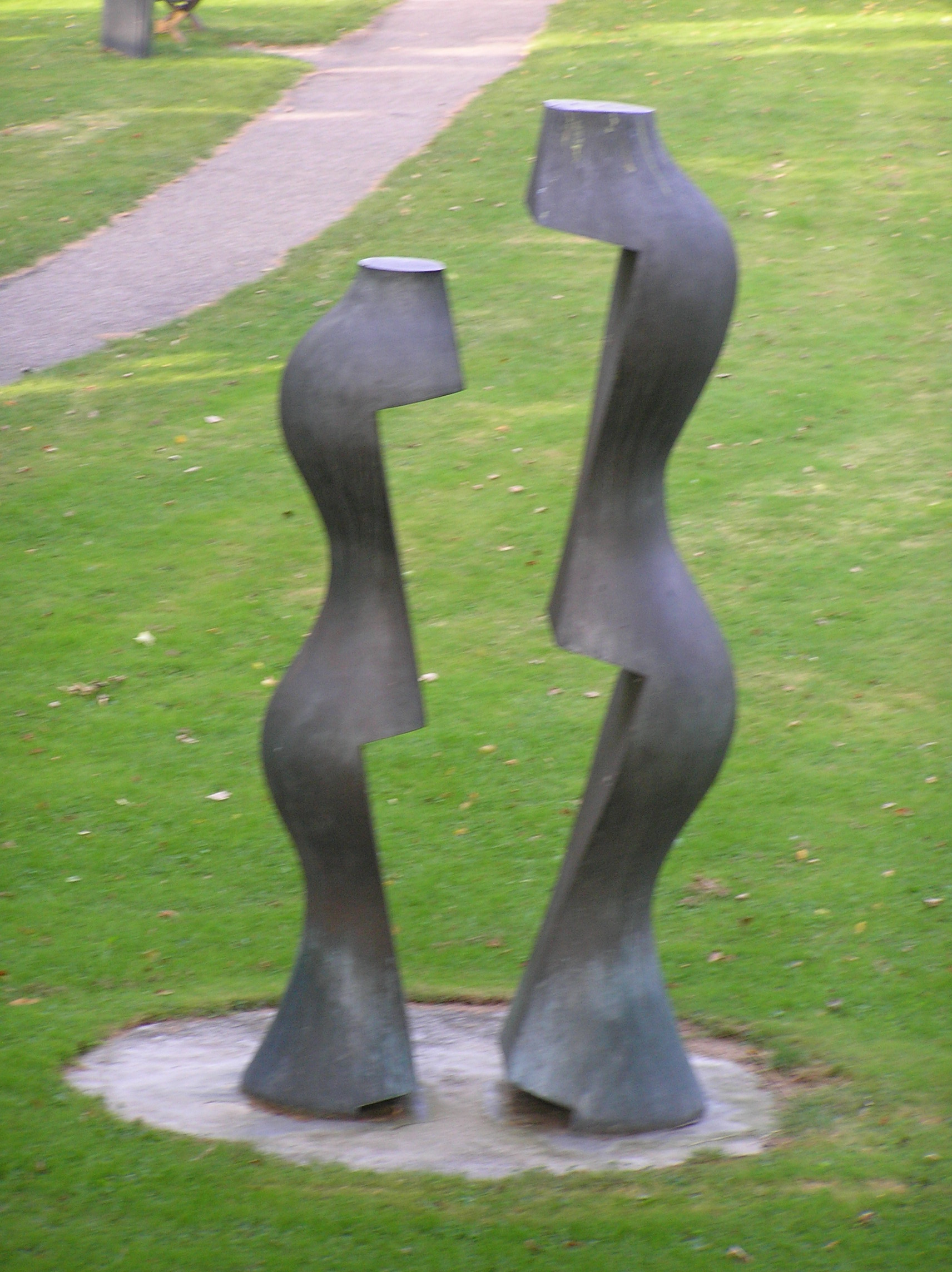
Het zoute vestje (1990), Goes
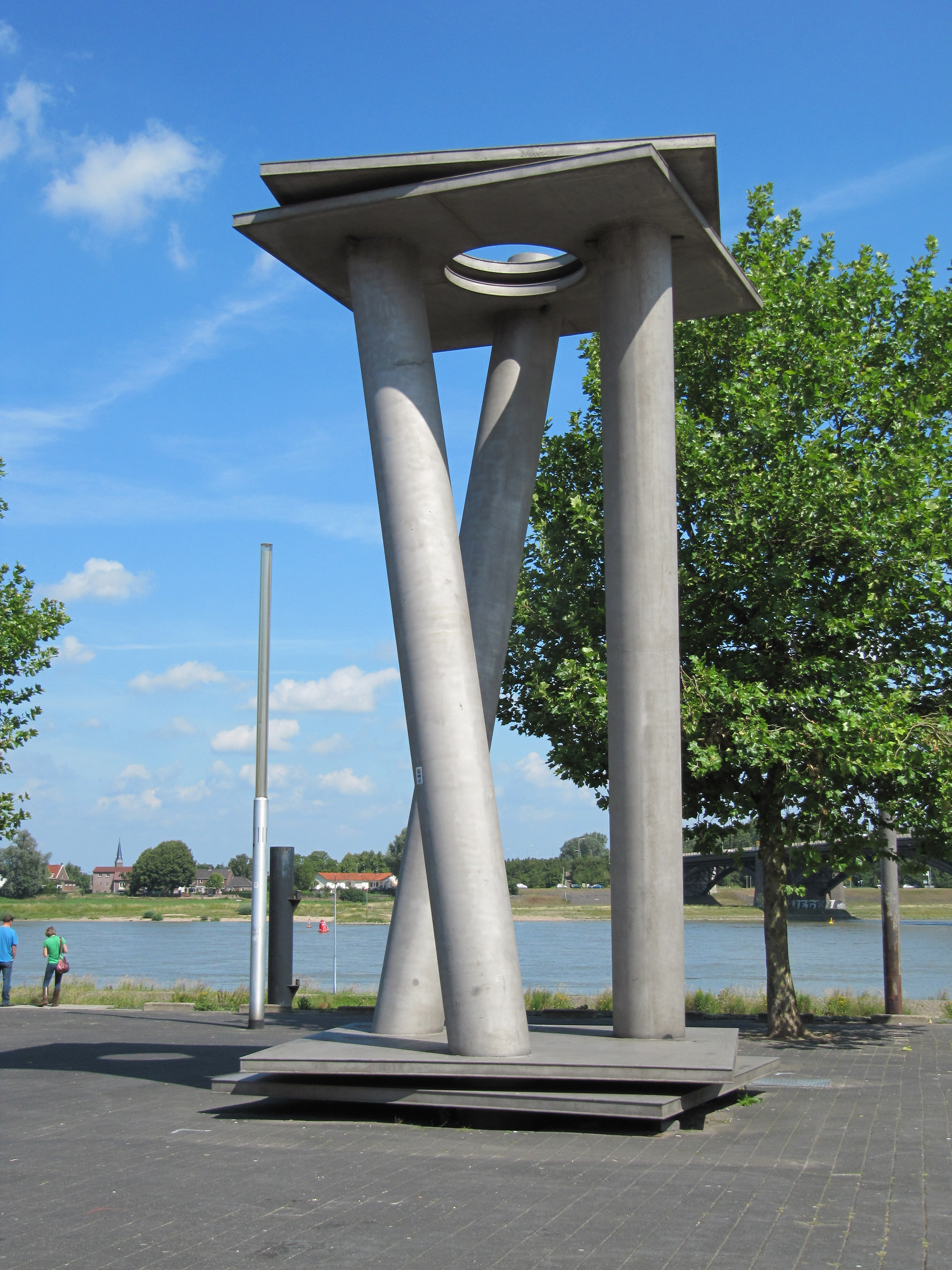
Novio Magus (1995), Nijmegen